# Eleutherodactylus dolomedes
Espèce
Statut de conservation UICN

 CR A3c; B1ab(iii)+2ab(iii) : 
En danger critique
Eleutherodactylus dolomedes est une espèce d'amphibiens de la famille des Eleutherodactylidae.

## Répartition
Cette espèce est endémique d'Haïti. Elle se rencontre vers 1 120 m d'altitude dans le massif de la Hotte.

## Description
Les mâles mesurent de 18,7 à 21,6 mm.

## Publication originale
- Hedges & Thomas, 1992 : Two New Species of Eleutherodactylus from Remnant Cloud Forest in Haiti (Anura: Leptodactylidae). Herpetologica, vol. 48, no 3, p. 351-358 (texte intégral).